# Anatolij Ananjew
Anatolij Andriejewicz Ananjew (ros. Анатолий Андреевич Ананьев, ur. 18 lipca 1925 w Aulije-Ata (obecnie Taraz), zm. 7 grudnia 2001 w Moskwie) – rosyjski pisarz.

## Życiorys
Urodził się w rosyjskiej rodzinie chłopa służącego w Armii Czerwonej i biorącego udział w walkach z basmaczami. Od 1928 mieszkał z rodzicami we wsi Rykowo k. Bugulmy, skąd pochodził jego ojciec. Uczył się w szkole w Kotlinie Fergańskiej, gdzie skończył 7 klas, po czym został uczniem montera w zakładzie bawełniarskim w Namanganie i wstąpił do technikum rolniczego. W 1942 przerwał naukę i wstąpił ochotniczo do Armii Czerwonej, skierowano go do charkowskiej szkoły artylerii ewakuowanej do Fergany, skończył przyśpieszony kurs i latem 1943 został wysłany na front jako dowódca plutonu 1184 pułku artylerii przeciwpancernej 20 Przeciwpancernej Brygady Artylerii. Wziął udział w bitwie pod Kurskiem, za co został odznaczony medalem. Później walczył pod Nowozybkowem i na Białorusi, biorąc udział m.in. w forsowaniu Dniepru i walkach o Kalenkowicze. W 1943 został przyjęty do WKP(b). Podczas walk w obwodzie homelskim został ciężko ranny, po czym przez 9 miesięcy leczył się w szpitalach w Irkucku i Czycie. Po powrocie na front uczestniczył w walkach o Budapeszt, Székesfehérvár, w operacji wiedeńskiej, gdzie został kontuzjowany, i w walkach o Purgstal w Austrii. Później leczył się w Sofii i Płowdiwie, w grudniu 1945 został zdemobilizowany jako inwalida wojenny drugiej grupy. 
Po powrocie do domu ukończył technikum rolnicze i został agronomem w kołchozie, potem w rejonowym oddziale rolniczym, poza tym studiował zaocznie w Instytucie Rolniczym w Ałmaty, później pracował w zakładzie fermentacji tytoniu. Wówczas zaczął pisać wiersze, publikował m.in. w piśmie „Sowietskij Kazachstan”, w 1957 ukończył studia na Wydziale Filologicznym Uniwersytetu Ałmaackiego, pracował też w dziale przemysłowym gazety „Ałma-Atinskaja Prawda”, w 1958 opublikował swoją pierwszą książkę, cykl opowiadań Wiernieninskije rasskazy. W 1959 opublikował batalistyczne opowiadanie Małyj zasłon, a w 1963 powieść Czołgi idą rombem (wyd. pol. 1966), która przyniosła mu rozgłos; nasycił w niej epicki obraz wojny refleksją filozoficzną. W swojej twórczości często stosował retrospekcję, komentarze od-narratorskie i technikę montażu. Tematem wojny zajmował się też w powieści Wiorsty lubwi (1971) i w tetralogii Gody biez wojny (t. 1-4, 1975-1984). Był sekretarzem zarządu Związku Pisarzy ZSRR, w 1974 został redaktorem naczelnym czasopisma „Oktiabr”, który w 1978 opublikował powieść Anatolija Rybakowa Ciężki piasek; publikował też prace Andrieja Sacharowa i dzieła Wasilija Grossmana. Był honorowym obywatelem Chaskowa. Został pochowany na Cmentarzu Trojekurowskim.

## Odznaczenia
- Medal Sierp i Młot Bohatera Pracy Socjalistycznej (16 listopada 1984)
- Order Lenina (16 listopada 1984)
- Order „Za zasługi dla Ojczyzny” III klasy (17 lipca 1995)
- Order Rewolucji Październikowej (2 czerwca 1981)
- Order Czerwonego Sztandaru Pracy (dwukrotnie, 9 września 1971 i 17 lipca 1975)
- Order Wojny Ojczyźnianej I klasy (11 marca 1985)
- Order Wojny Ojczyźnianej II klasy (5 lutego 1944)
- Order Znak Honoru (28 października 1967)
- Medal Za Odwagę (1943)
- Medal „Za pracowniczą wybitność” (3 stycznia 1959)

Oraz medale ZSRR, polski order i dwa polskie medale.